# Synagoga Chewra Thilim w Krakowie
Synagoga Chewra Thilim (z hebr. Bractwa Psalmowego) – dawna synagoga znajdująca się w Krakowie, w dzielnicy I Stare Miasto na rogu ulic Dow Baera Meiselsa 18 i Bożego Ciała 13, na Kazimierzu.

## Historia
Synagoga została zbudowana w 1896 roku z inicjatywy Bractwa Psalmowego, (stąd jej nazwa "Chewra Thilim"), według projektu Nachmana Kopalda. Oprócz sali modlitwy dla mężczyzn znajdującej się na parterze, w budynku znajdowała się również szkoła talmudyczna oraz sala dla kobiet na piętrze. W 1931 roku synagoga została przebudowana według projektu Salomona Jonklera. Podczas II wojny światowej hitlerowcy zdewastowali wnętrze synagogi. Po zakończeniu wojny, nieuszkodzony budynek pełnił rolę siedziby Żydowskiej Partii Socjalistycznej. W 1951 roku w budynku ulokowała się siedziba Zespołu Pieśni i Tańca „Krakowiacy”.
W 2001 roku, na mocy ustawy z 1997 roku o restytucji mienia żydowskiego synagoga została zwrócona Gminie Wyznaniowej Żydowskiej w Krakowie. Jej przewodniczący Tadeusz Jakubowicz uznał, że Zespół Pieśni i Tańca może nadal użytkować budynek, ale pod warunkiem, że znacznie poprawi jego stan, który jest niezadowalający, będzie o niego dbał, utrzymywał go w należytym stanie i nie dopuści do jego degradacji.
Mimo tych opinii, zarząd zespołu uważał, że synagoga jest w bardzo dobrym stanie i wnętrze jest od czasu do czasu remontowane ze środków przekazywanych przez miasto Kraków. Zarząd stwierdził również, że nie stać ich na kapitalny remont dachu oraz wymianę okien, a miasto nie chce ich w tej sprawie dofinansować, ze względu na to, że synagoga nie jest ich własnością. W 2006 roku zespół opuścił budynek. W 2008 roku w synagodze odkryto cenne polichromie naścienne. 

## Architektura

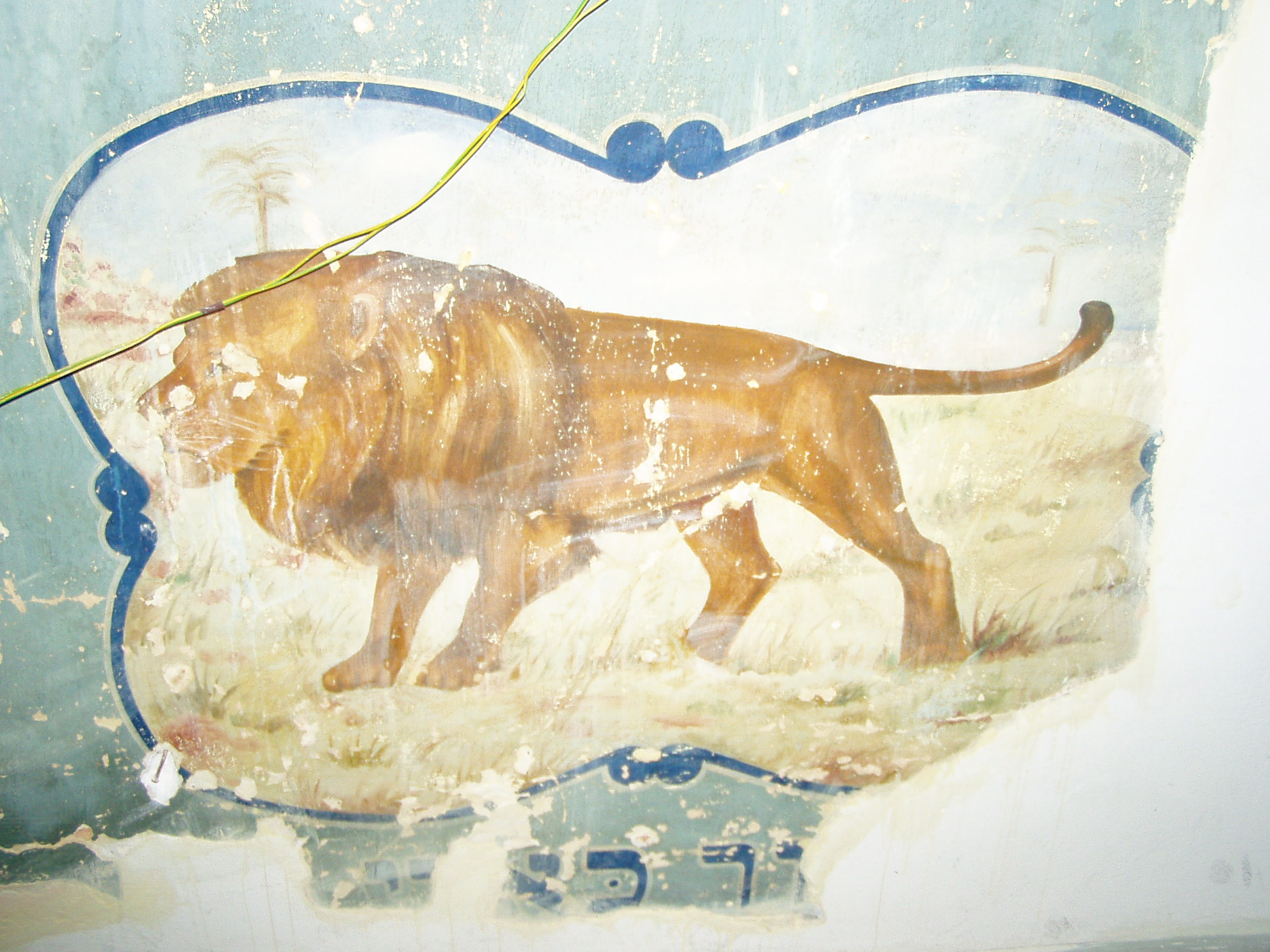
Lew
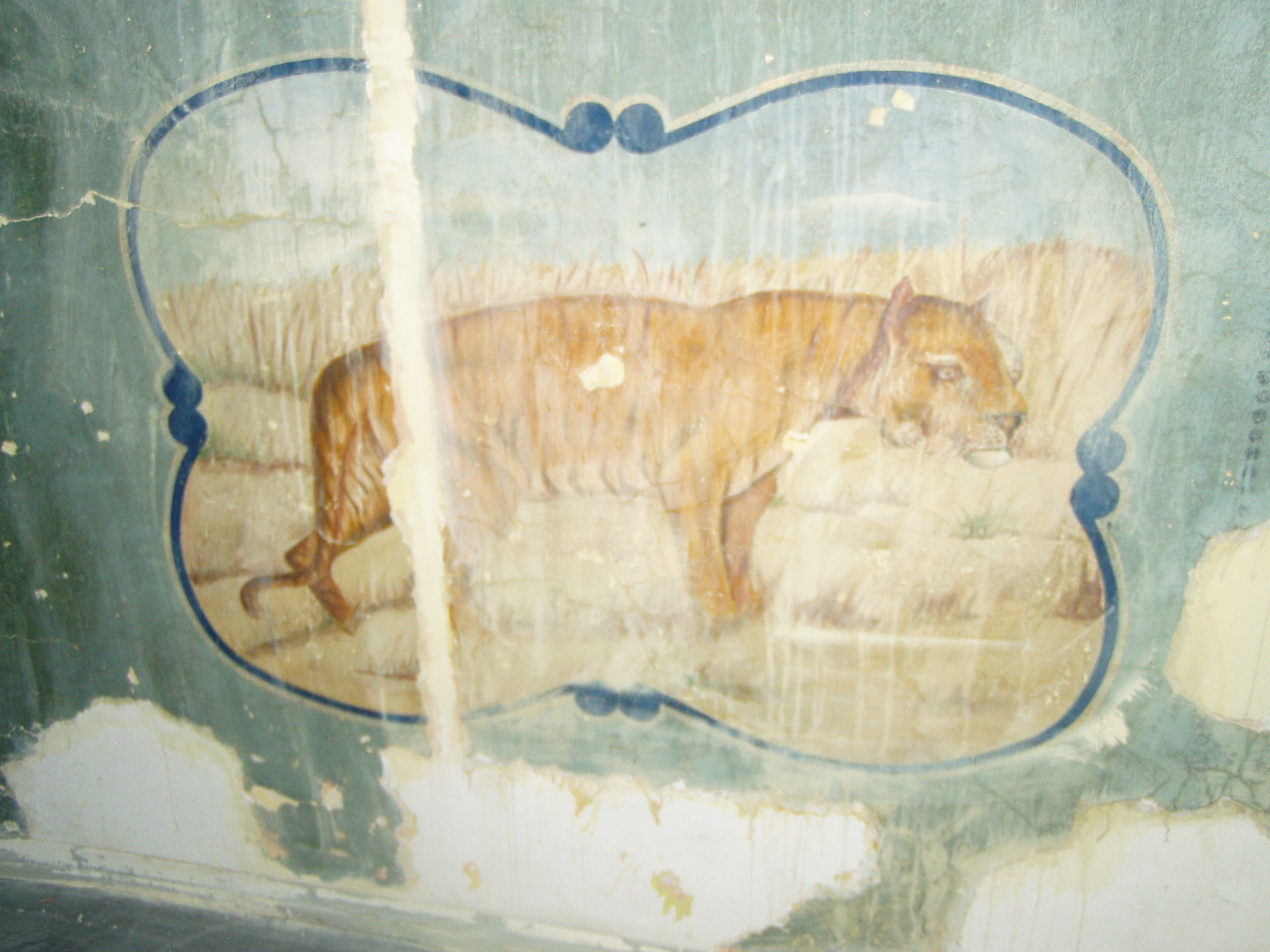
Tygrys
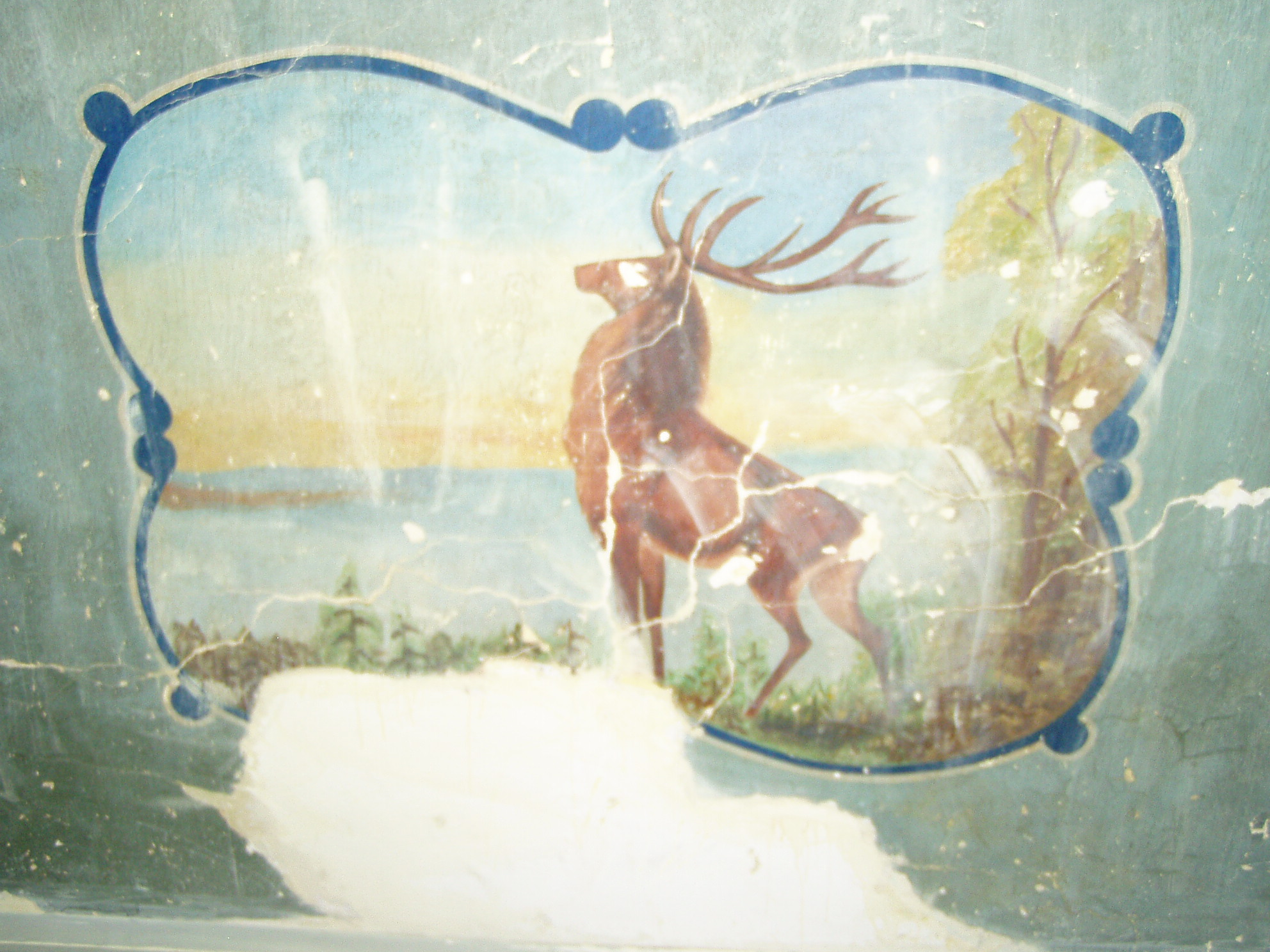
Jeleń
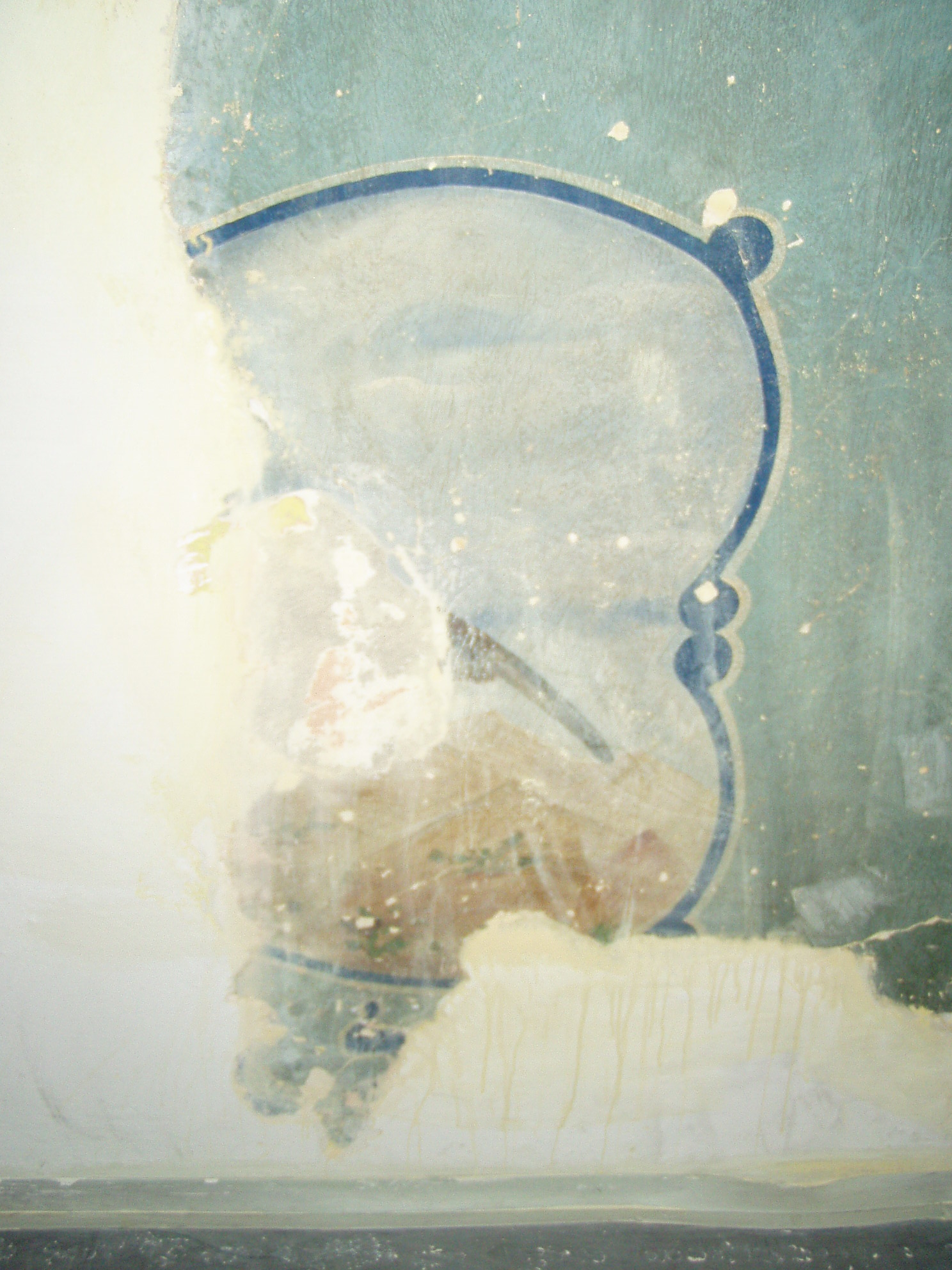
Orzeł

Murowany, piętrowy budynek synagogi wzniesiono na planie prostokąta. Budynek posiada elementy dekoracji neoromańskiej i neogotyckiej, charakterystyczny fryz arkadowy i półkoliście zamknięte okna. Główna sala modlitewna znajduje się na parterze, tzw. sala dla mężczyzn, a na piętrze sala dla kobiet (babiniec).
W 2008 roku wewnątrz synagogi odkryto cenne polichromie ścienne, w której przeważają barwy niebieska i zielona. Nawiązują one głównie do scen biblijnych. Na ścianie zachodniej w górnej partii malowidła zachowały się wizerunki czterech zwierząt biblijnych: lwa, tygrysa, fragment orła oraz jelenia, które zostały ujęte w ozdobne obramienia. Jedynie pod wizerunkiem lwa zachował się fragment hebrajskiego napisu: ור כארי.... Oprócz tego na wysokości drewnianego balkonu zachował się hebrajski napis: נר ה נשמה, co znaczy świeca duszy, fragment widoku na Jerozolimę oraz liczne ornamenty i fryzy o motywach roślinnych.
Na ścianie wschodniej głównej sali modlitewnej zachowała się wnęka po Aron ha-kodesz, którą otaczają fragmenty zachowanej czerwonej kotary. Na ścianie północnej w ozdobnych roślinnych ramach znajdują się cztery widoki miejsc świętych: Jerozolimę z napisem: לבה טלכי ביתֵ דוד, grobu Racheli z fragmentem napisu, widoku Jerozolimy z napisem: דוד ... oraz bardzo zniszczony, kawałek Ściany Płaczu z fragmentem napisu. Tuż przy stropie znajduje się fryz o motywie roślinnym, okna są otoczone bordowymi kwiatkami, zaś co dwa okna znajduje się pionowy fryz o motywie roślinnym. Glify okien również wypełnione są podobnym fryzem. Na ścianie północnej tuż na wysokości drewnianego balkonu znajduje się fragment polichromii przedstawiającej panoramę Jerozolimy, który jest kontynuacją tego z poziomu galerii. Na ścianie północnej i południowej na niewielkim wysunięciu ściany znajdują się po dwie kolumny pustych, kwadratowych zagłębień, w których prawdopodobnie znajdowały się tablice.
W sali dla kobiet na I piętrze budynku również odkryto kilka lat później fragmentarycznie zachowane polichromie.

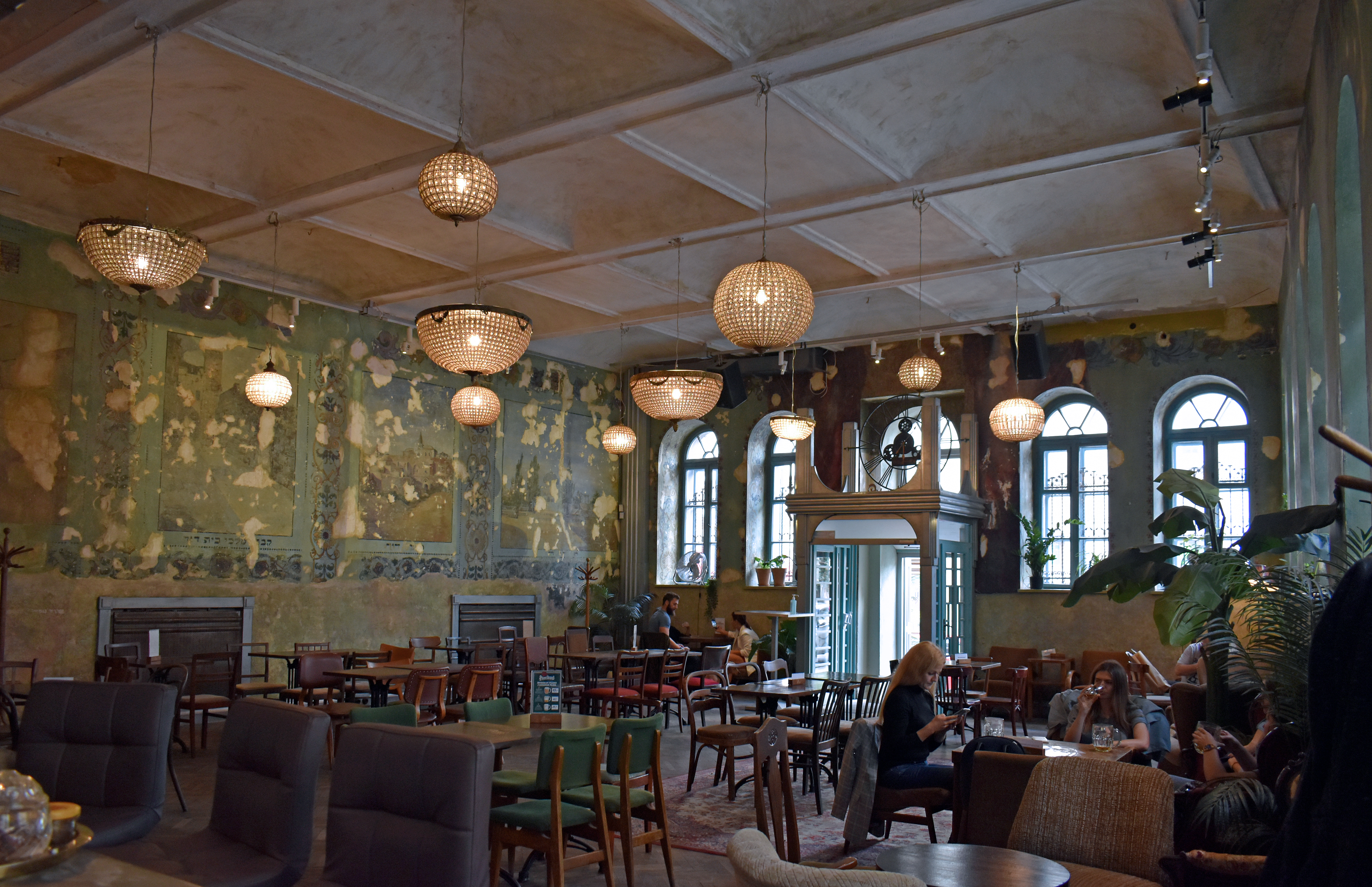
Wnętrze synagogi.
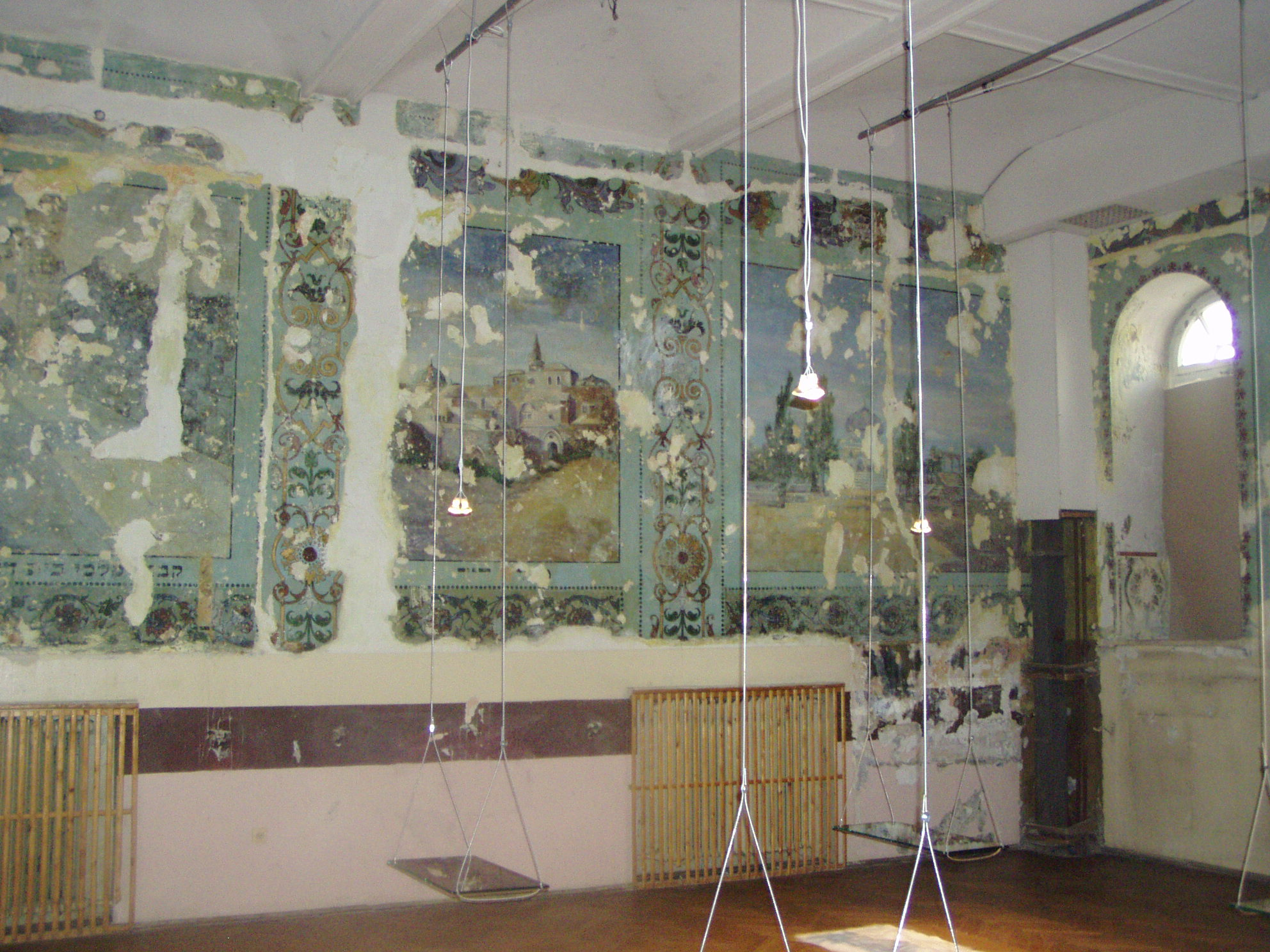
Polichromia ściany północnej
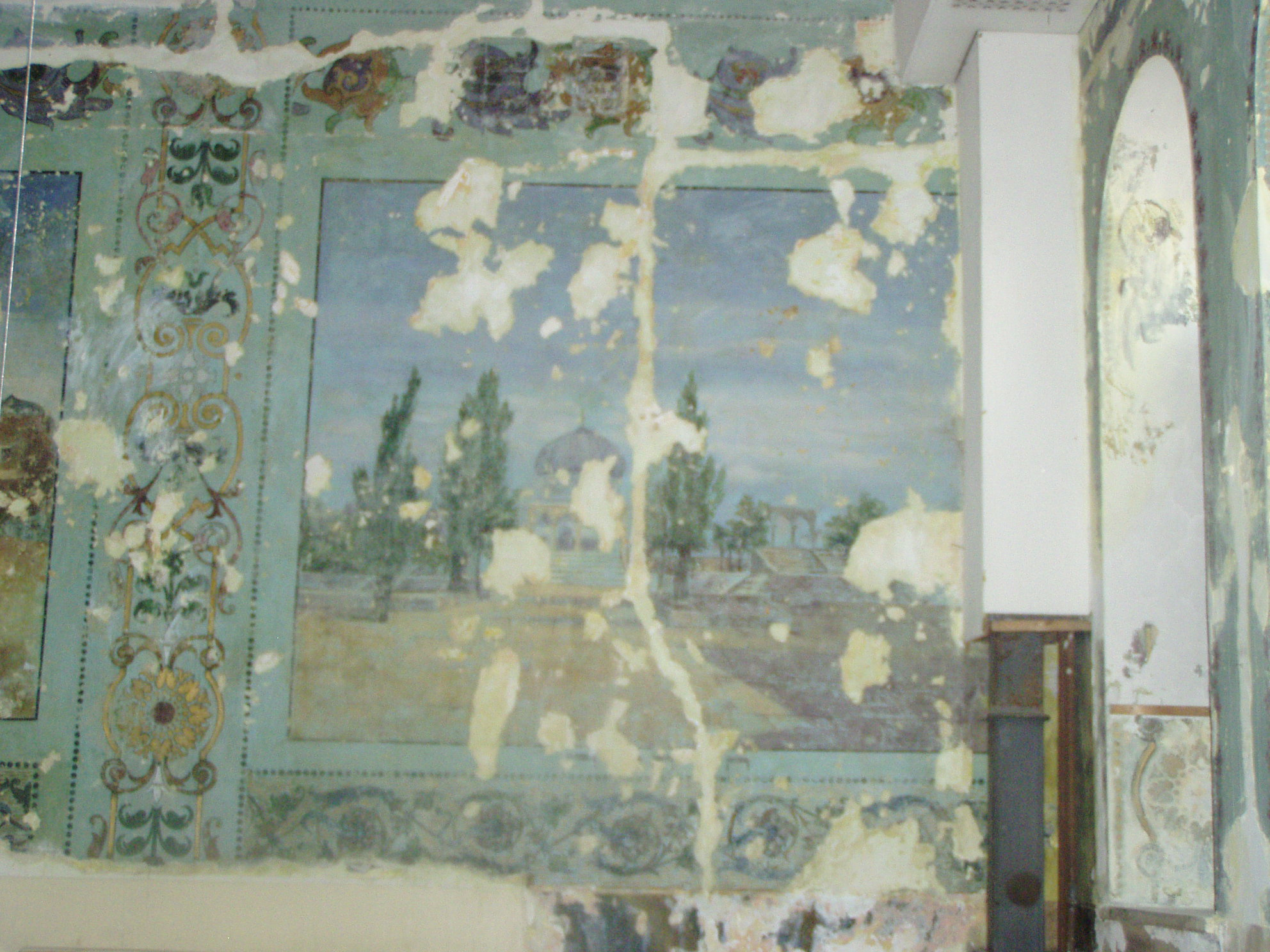
Grób Racheli
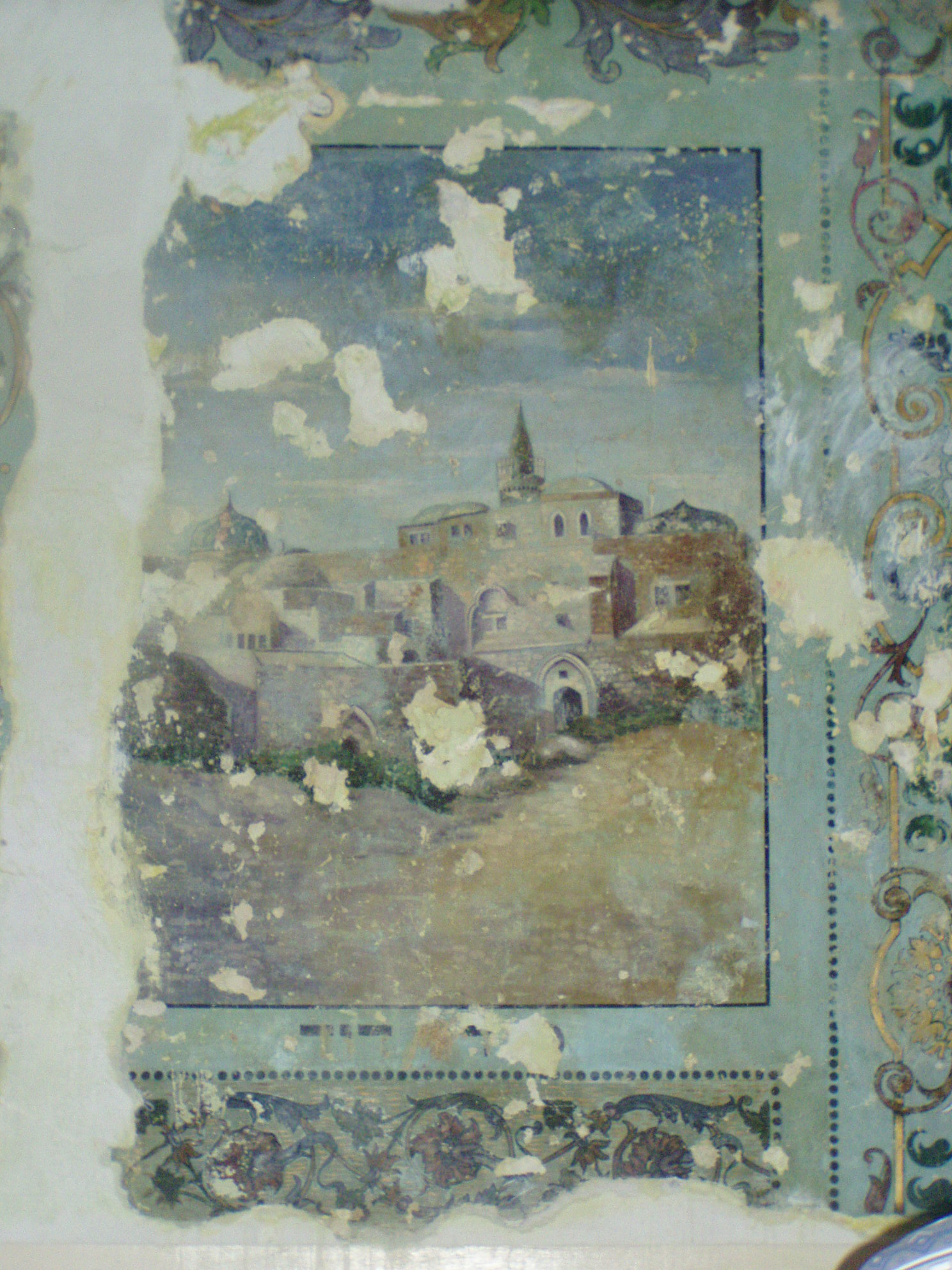
Widok na Jerozolimę
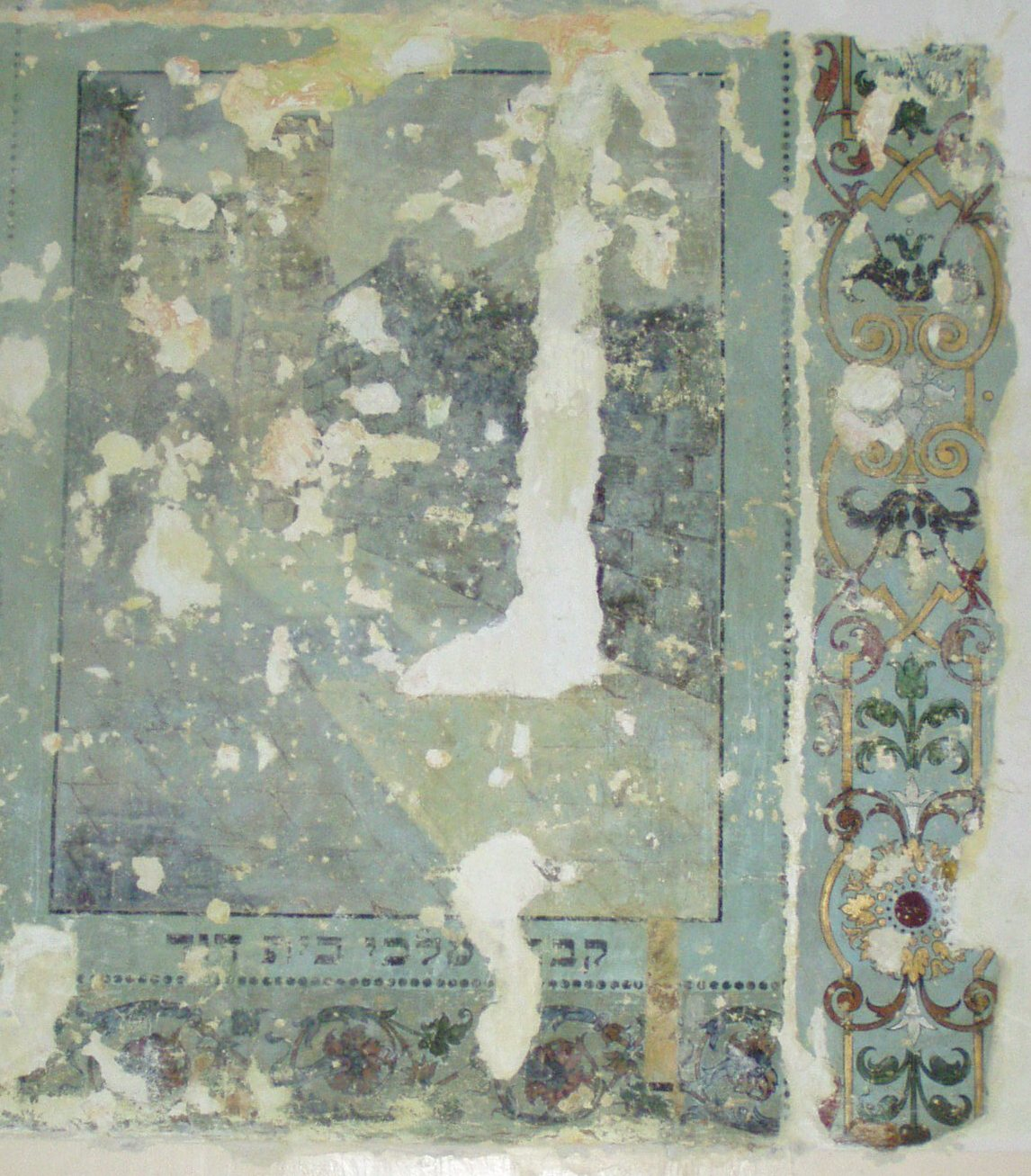
Jerozolima
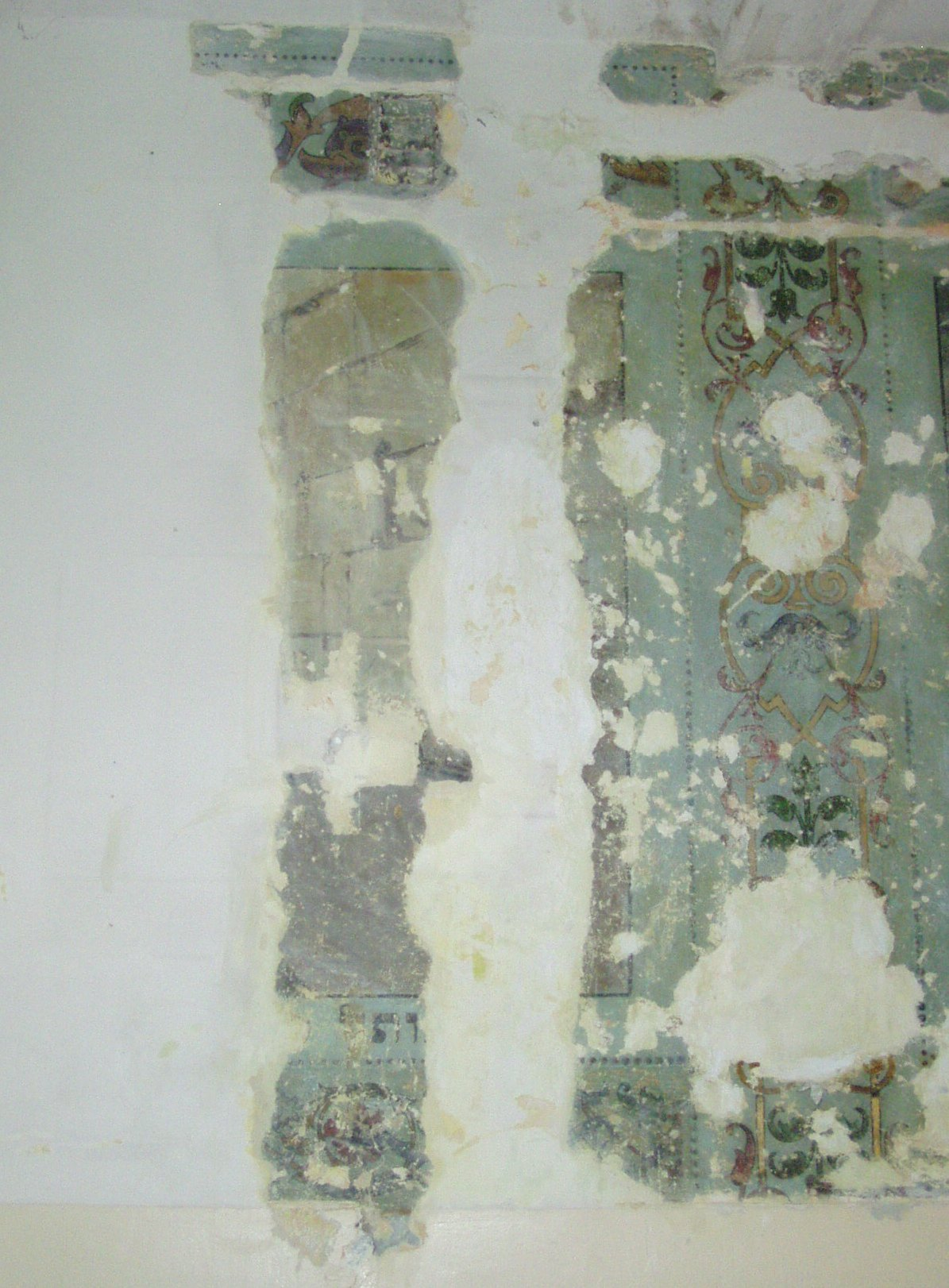
Ściana Płaczu
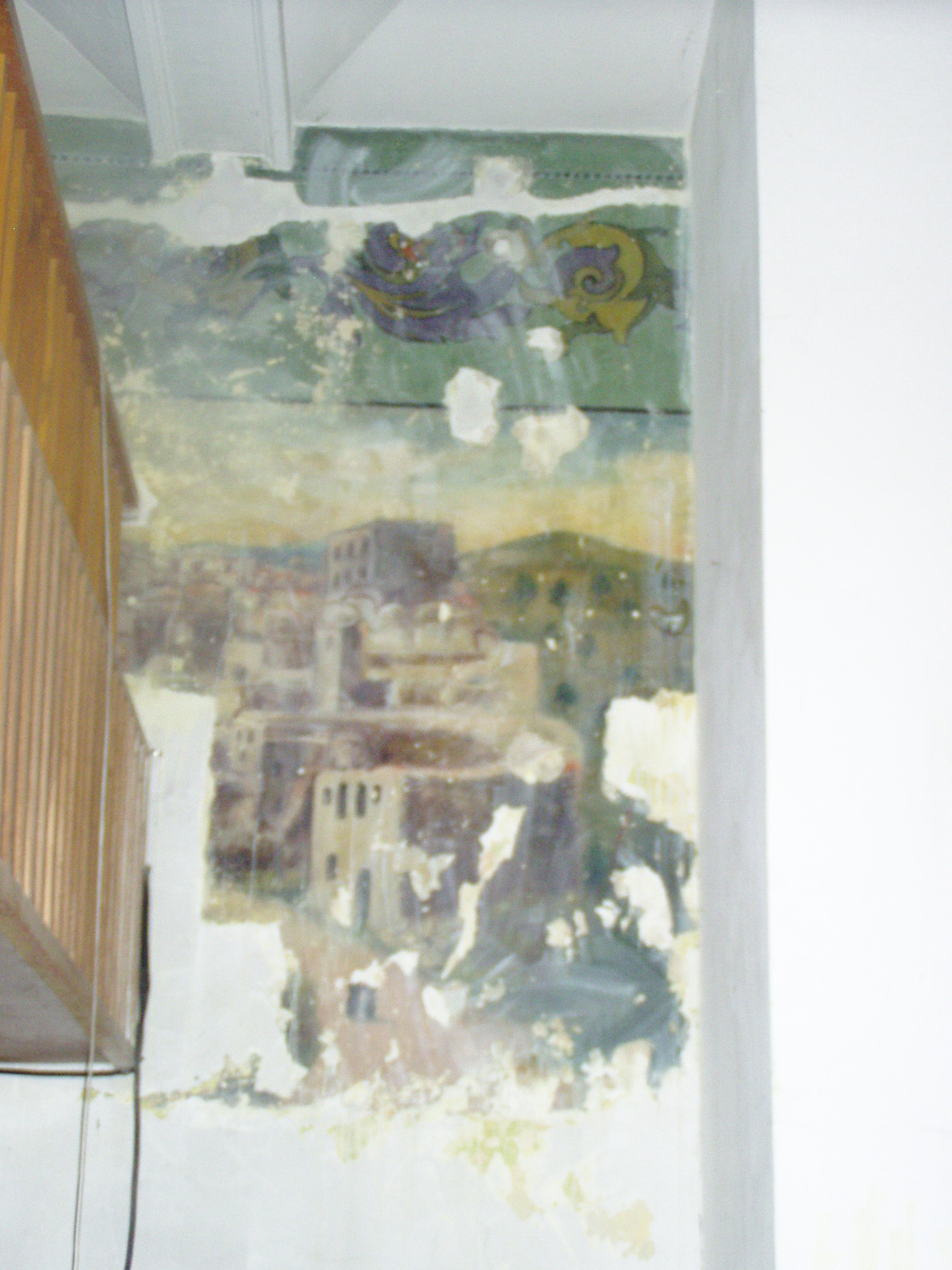
Panorama Jerozolimy
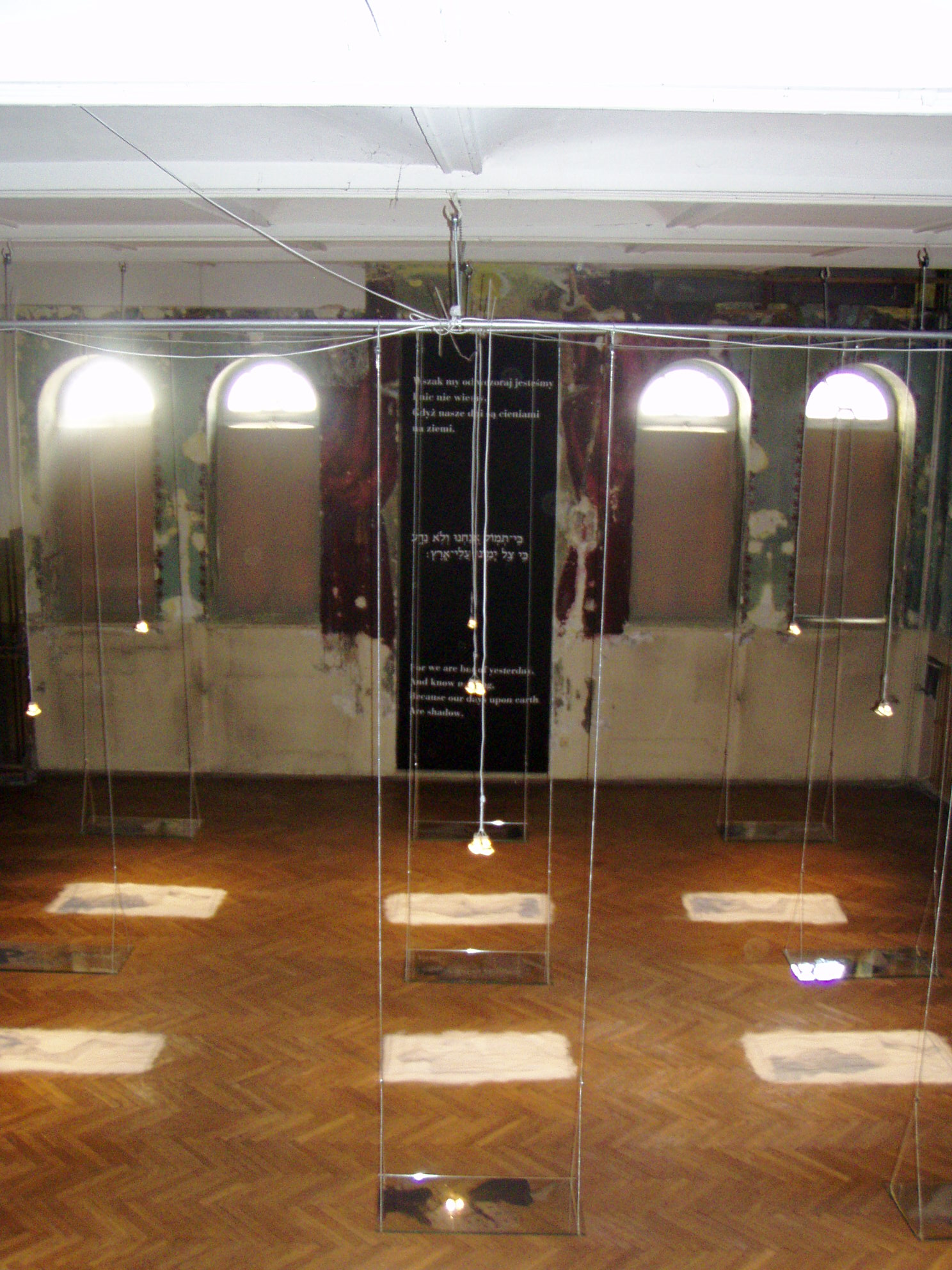
Widok na ścianę wschodnią
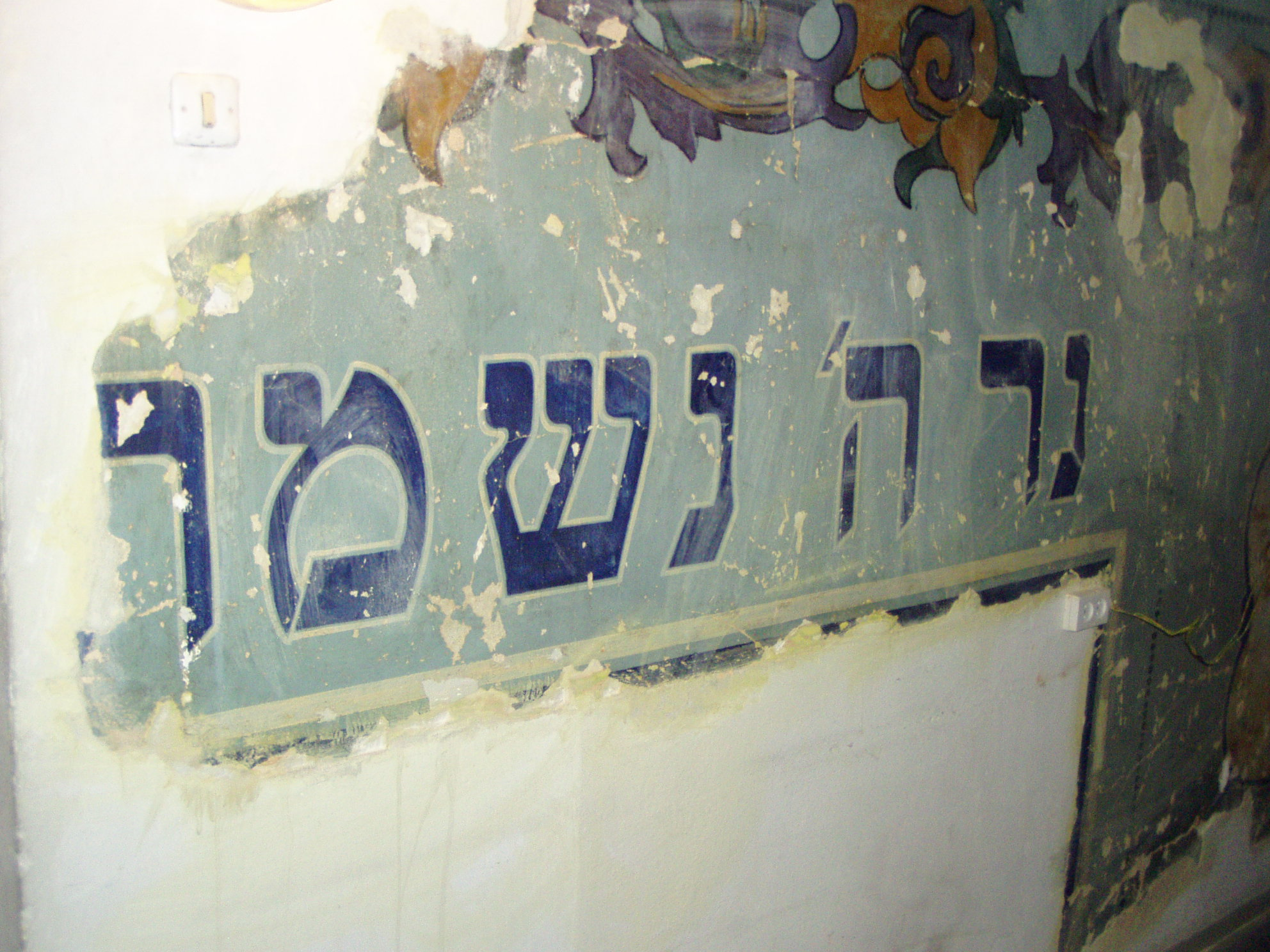
Hebrajski napis na babińcu
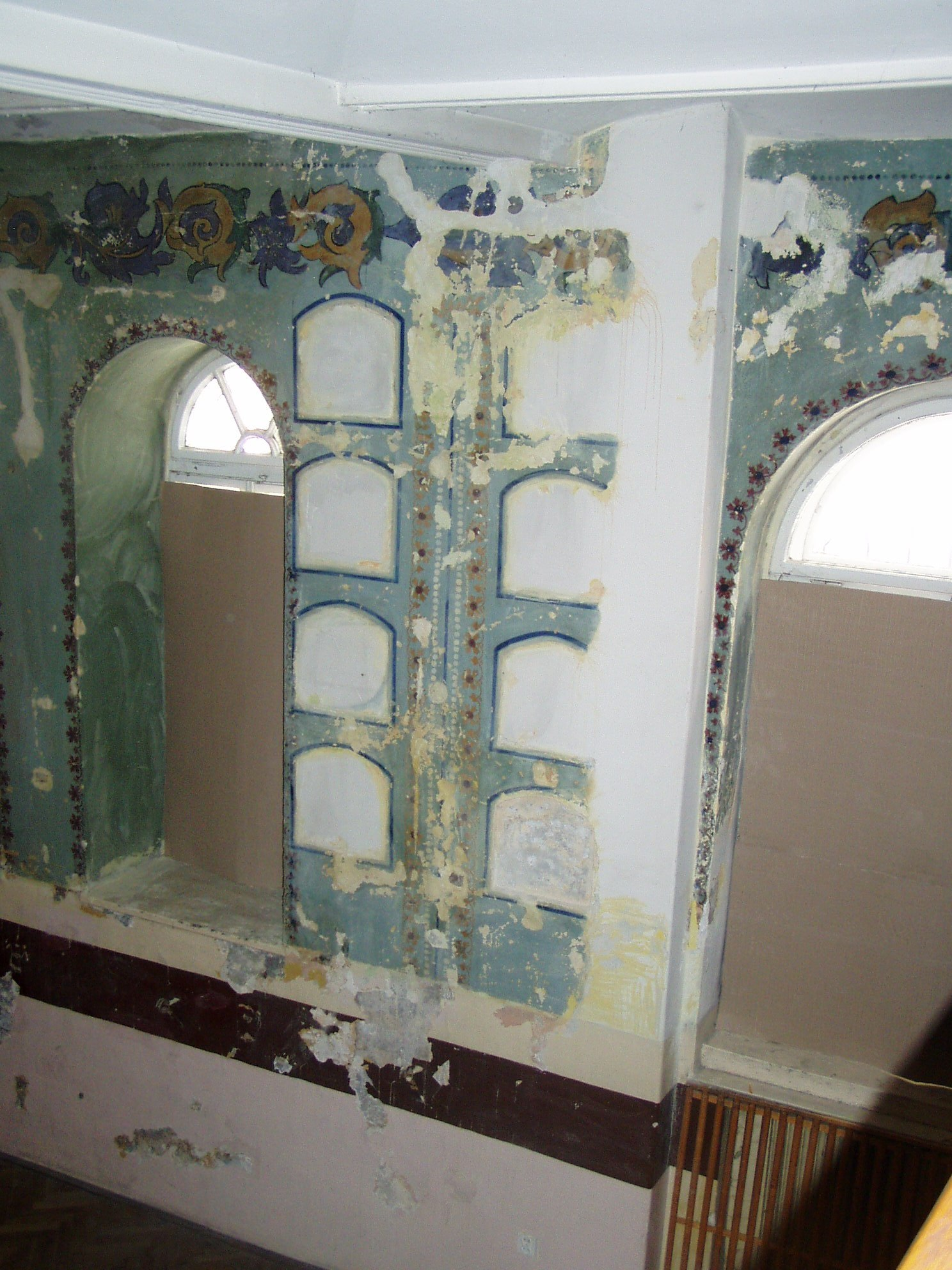
Puste tablice

- Lew
- Tygrys
- Jeleń
- Orzeł